# گورنگا کامنیتسا
گورنگا کامنیتسا (به صربی: Gornja Kamenica) یک روستا در صربستان است که در Knjaževac واقع شده‌است. گورنگا کامنیتسا ۳۷۷ نفر جمعیت دارد.